# Normandel
Normandel település Franciaországban, Orne megyében. Lakosainak száma 92 fő (2018. január 1.). Normandel Beaulieu, La Poterie-au-Perche, Randonnai és Saint-Maurice-lès-Charencey községekkel határos.

## Népesség
A település népességének változása:
| Lakosok száma | 94   | 96   | 93   | 92   |
|               | 2013 | 2015 | 2017 | 2018 |